# Rasin
Rasin de Siria o Rezin de Aram-Damasco gobernó desde Damasco durante el siglo VIII a. C.. Su reino fue tributario del rey de Asiria, Tiglatpileser III.
El reinado de Rasin terminó alrededor del año 732 a. C., cuando Tiglatpileser saqueó Damasco y anexionó Aram. De acuerdo con la Biblia, el saqueo de Damasco fue instigado por el rey Ajaz de Judá y terminó con la ejecución de Rasin (NIV). Esta ejecución no está confirmada por evidencias independientes.
Según II Reyes, Rasin era aliado de Pecaj, rey de Israel, y enemigo de Ajaz. La derrota de ambos reyes fue profetizada a Ajaz por Isaías, vinculada al nacimiento de un niño, posiblemente, el heredero de Ajaz, Ezequías.